# Cuchillo-Có
Cuchilló-Có est une ville de la province de La Pampa, en Argentine, et le chef-lieu du département de Lihuel Calel.

## Géographie
Les voies d'accès routières sont les routes provinciales RP 11 et RP 30.

## Population
Elle comptait 263 habitants en 2001, en hausse de 13 % par rapport à 1991.

## Tourisme
- Parc "Los Caldenes"